# تربد

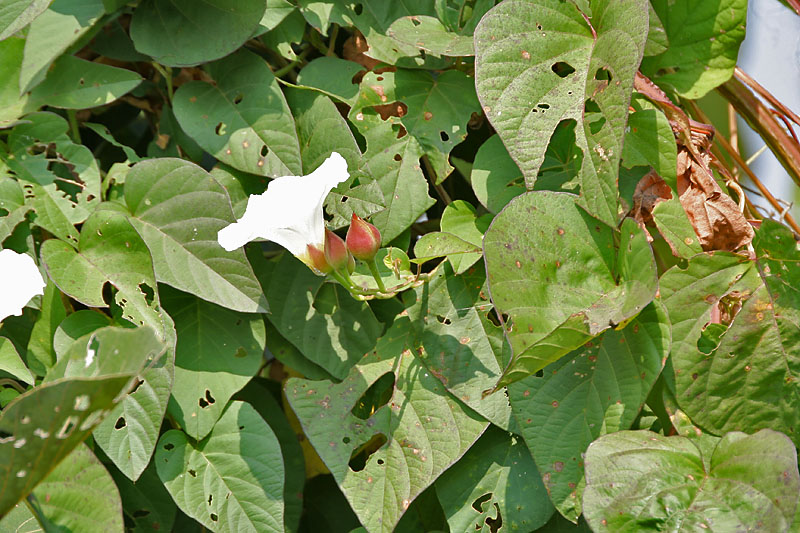
گیاه و گل تربد

تربد(به انگلیسی: Operculina turpethum) به‌طور کلی به خود گیاه، ریشه گیاه و صمغ رزینی گیاه نیز گفته می‌شود. گیاهی چند ساله و بلارونده مانند نیلوفر است.

## ترکیبات شیمیایی
در ریشه گیاه گلوکوزید تورپتین یافت می‌شود.

## خواص
در طب سنتی بعنوان یکی از داروهای درد مفاصل مورد استفاده است.

## واژه‌نامه
1. ↑  Turpethin